# 10 (албум Мире Шкорић)
10 је десети студијски албум певачице Мире Шкорић, издат 2000. године за Сити Рекордс. Албум је рађен у сарадњи са Злаја бендом. На албуму се налази хит Обоје ћу да одлежим. Пратеће вокале на албуму певали су Аца Лукас, Ана Бекута, Пера Стокановић, Гоца Тржан и Соња Митровић Хани. Продукцију је радила телевизија Пинк.

## Списак песама
| №   | Назив                      | Текст            | Музика           | Трајање |  |
| 1.  | Прво си ме опио            | Вања Валентина   | Злаја Тимотић    | 2:58    |  |
| 2.  | Кучка                      | Весна Петковић   | Злаја Тимотић    | 3:53    |  |
| 3.  | Лепо се ожени              | Саша Милошевић   | Злаја Тимотић    | 3:18    |  |
| 4.  | Моје другарице             | Весна Петковић   | Злаја Тимотић    | 3:17    |  |
| 5.  | Помилуј ми рану, најжалију | Весна Петковић   | Злаја Тимотић    | 4:19    |  |
| 6.  | Црни дан                   | Љубиша Ковачевић | Љубиша Ковачевић | 3:57    |  |
| 7.  | Обоје ћу да одлежим        | Саша Милошевић   | Злаја Тимотић    | 4:07    |  |
| 8.  | Сто бола ме заболело       | Вања Валентина   | Злаја Тимотић    | 3:45    |  |
| 9.  | Вратићу ти једном све      | Злаја Тимотић    | Злаја Тимотић    | 4:17    |  |
| 10. | Завет                      | Весна Петковић   | /                | 3:48    |  |
| 11. | Црно бело                  | Весна Петковић   | Аца Лукас        | 3:29    |  |